# Art Loss Register
Het Art Loss Register (ALR) is wereldwijd de grootste private gegevensbank van gestolen en vermiste kunstwerken en antieke voorwerpen. Particulieren, musea en verzekeringsmaatschappijen kunnen er gestolen kunstvoorwerpen laten registreren.

## Situering

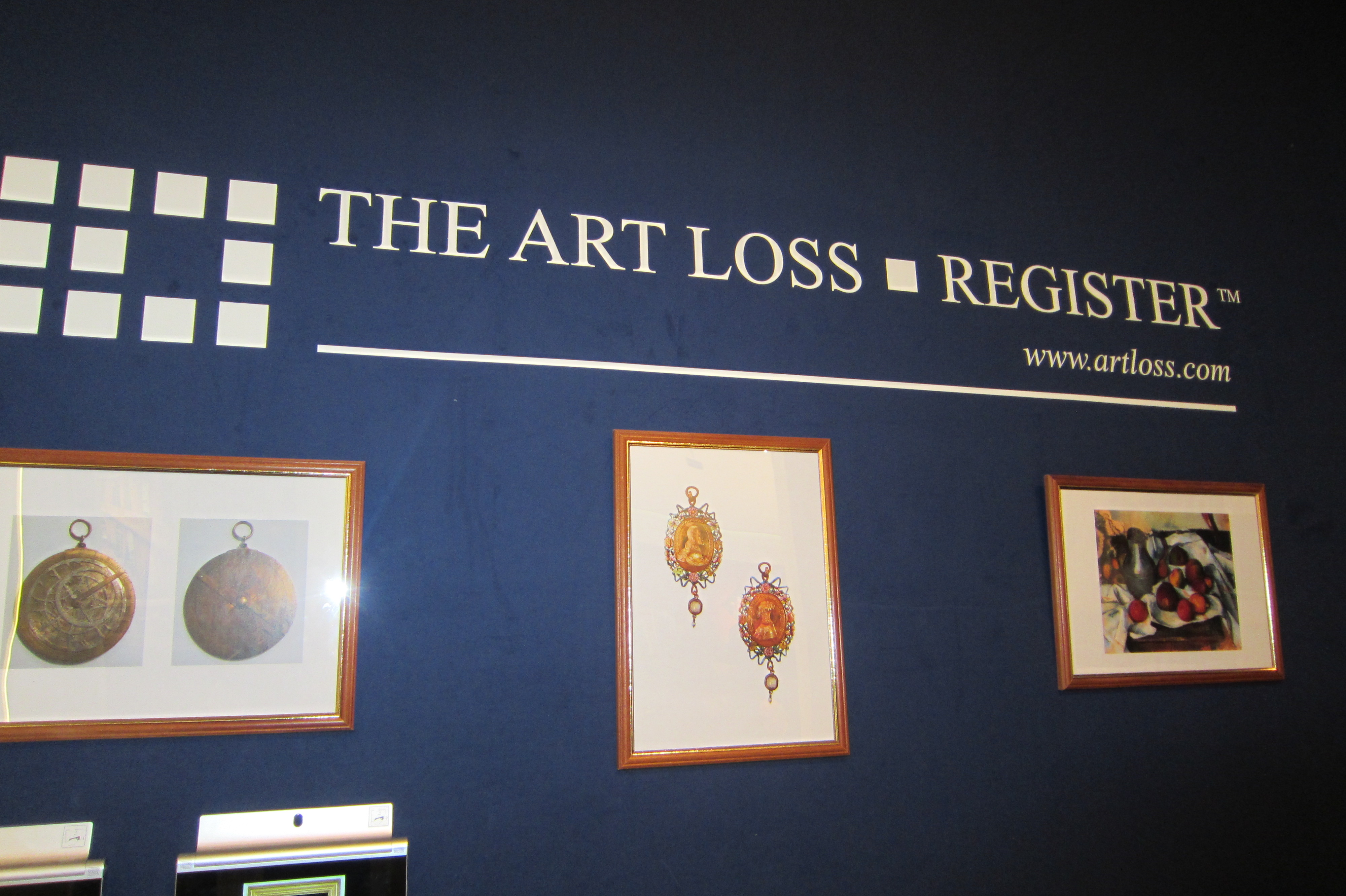
Art Loss Register op TEFAF Maastricht 2015

De onderneming is in 1991 opgericht dankzij een samenwerking tussen de bekende veilinghuizen (zoals Sotheby's en Christie's), het verzekeringswezen en de stichting International Foundation for Art Research. De veilinghuizen Christie's en Sotheby's zijn grootaandeelhouders van het ALR.
Het ALR is gevestigd in London maar opereert internationaal met Nederlands-, Duits, Frans-, Italiaans- sprekende representatie. 
De gegevensbank bevat ongeveer 400 000 gestolen, vermiste of geroofde en als dusdanig geregistreerde kunstwerken. Problematisch is de roof van slecht beveiligde en ongecatalogeerde en daarom nauwelijks achterhaalbare kunstwerken uit kastelen, kerken, kleinere musea en archeologische vindplaatsen. Met name in Argentinië waar rovers 's nachts met bulldozers sites afgraven op zoek naar precolumbiaanse artefacten of waar "toeristen" schilderijen en meubels uit Franse kastelen ontvreemden in opdracht van "handelaars" of beter gezegd helers in antiek.
ALR houdt zich bezig met zowel eigentijdse claims (diefstallen die de laatste veertig jaar hebben plaatsgevonden) als historische aanspraken (betreffende roofkunst tijdens de Tweede Wereldoorlog zoals de collectie van  Jacques Goudstikker). Verder bevat de centrale databank gegevens over de kunstroof uit musea in Irak tijdens de Amerikaanse bezetting van dat land na 2003.
Volgens schattingen van het FBI wordt er jaarlijks wereldwijd voor 8 miljard US dollar aan kunst gestolen.

## Werkwijze ALR
Medewerkers van het ALR doorzoeken op aanvraag van particulieren en verzekeringsmaatschappijen de database met ongeveer 400 000 objecten, aan de hand van catalogi van kunstbeurzen en veilingen. Door betaling van € 600 geeft dat de aanvrager het recht op 25 zoekacties per jaar in het register.

Het ALR werkt discreet achter de schermen in samenwerking met gespecialiseerde politiediensten wereldwijd zoals het Art Crime Team van de FBI en een 40 leden tellende werkgroep van de Italiaanse Carabinieri, verzekeringsmaatschappijen, de kunsthandel en veilinghuizen.